# Jang Sok-chol
Jang Sok-chol (* 17. August 1975) ist ein nordkoreanischer Fußballspieler. 

## Karriere
Jang tritt international als Spieler der Sportgruppe 25. April in Erscheinung, dem Klub der Koreanischen Volksarmee.
Der Verteidiger war während der WM-Qualifikation 2006 Stammspieler der nordkoreanischen Nationalmannschaft und kam im Verlauf zu elf Einsätzen. Im Frühjahr 2005 spielte er mit Nordkorea das Qualifikationsturnier für die Ostasienmeisterschaft und wurde als bester Verteidiger ausgezeichnet, nahm an der Endrunde allerdings nicht teil.